# Szlak „Zielona Odra”
Szlak „Zielona Odra” – szlak rowerowy o znaczeniu ponadregionalnym w województwie zachodniopomorskim oraz częściowo w  województwie lubuskim.

## Charakterystyka
Szlak biegnie wzdłuż rzeki Odry, przez cenne pod względem przyrodniczym i turystycznym obszary Parku Krajobrazowego Ujście Warty, Cedyńskiego Parku Krajobrazowego, Parku Krajobrazowego Doliny Dolnej Odry i Szczecińskiego Parku Krajobrazowego „Puszczy Bukowej”. Na trasie liczne rezerwaty i pomniki przyrody, panoramy i punkty widokowe oraz zabytki.

## Przebieg
Szlak rozpoczyna się w Kostrzynie nad Odrą w dzielnicy Szumiłowo. Stąd kieruje się na północ, mijając Kaleńsko i Namyślin, dociera do Kłosowa. Tu mija rzekę Kurzycę i kieruje się ku brzegowi Odry w Czelinie. Za wsią wkracza na obszar Lasów Mieszkowickich. W Starym Błeszynie, Gozdowicach, Starych Łysogórkach i Siekierkach liczne miejsca związane z forsowaniem Odry w kwietniu 1945 roku m.in. cmentarz żołnierski, punkt widokowy, muzeum, pomniki. We wsiach liczne przykłady budownictwa szachulcowego. Dalej szlak kieruje się ku wsiom Stara Rudnica i Osinów Dolny. Przed Cedynią punkt widokowy Góra Czcibora z pomnikiem upamiętniającym 1000-lecie Bitwy Cedyńskiej oraz rezerwat przyrody Wrzosowiska Cedyńskie. Za Lubiechowem Górnym szlak kieruje się przez Puszcza Piaskową wzdłuż rezerwatu przyrody Bielinek i rozlewisk Odry koło Bielinka do wsi Piasek. Tu wkracza na obszar Wzgórz Krzymowskich – mija Raduń i dociera do położonej na skarpie Odry Zatoni Dolnej (liczne punkty widokowe). Następnie przez Krajnik Dolny i most na Rurzycy dociera do Ognicy i Widuchowej (punkty widokowe na szczytach Sarbskich Górek). Dalej przez Marwice, Krzypnicę i Krajnik dociera do Nowego Czarnowa (pomnik przyrody Krzywy Las, stacja PKP). Mijając rzekę Tywę dociera do Gryfina. Za miastem szlak przechodzi przez Żabnicę i Dębce, potem mija stację kolejową Daleszewo Gryfińskie, przecina drogę krajową nr 31 i dociera do Starych Brynek. Tu kierując się wzdłuż  Wełtyńskiego Potoku (Omulnej) wkracza do zachodniej części Puszczy Bukowej. W okolicach Radziszewka mija wiadukt pod drogą ekspresową S3, a następnie wiadukt nad autostradą A6 i wkracza do Szczecina-Żydowiec. Tu ul.Włókienniczą i Skalistą kieruje się do Podjuch i dalej przez most na Regalicy i Zaleskie Łęgi do letniska Dziewoklicz. Tu szlak wzdłuż Odry (Wyspa Pucka) i przez Trasę Zamkową oraz przez Szczecińskie Podzamcze, dociera do Zamku Książąt Pomorskich.